# Adolf Robsahm
Adolf Robsahm, född 1744 i Stockholm, död 13 oktober 1774 i Paris, var en svensk medaljkonstnär.
Han var son till bankokassören Christer Robsahm och Christina Birgitta Berch. Han var kusin till Gustaf Ljungberger och systerson till kanslirådet Carl Reinhold Berch. Robsahm började som elev vid Riksens ständers bank där han troligen var elev till Carl Johan Wikman. Under sin lärotid vid banken reste han till Paris för att studera andra berömda skulptörer och medaljkonstnärers arbeten. Medan han var i Paris beslutade banken 1773 att understödja Robsahm med 1000 daler silvermynt under två års tid så att han kunde studera medaljtillverkning i Frankrike. Av bevarade handlingar från Alexander Roslin till banken framgår det att Robsahm arbetade flitigt och gjorde stora framsteg även skulptören Augustin Pajou skriver i ett intyg till banken att Robsahm kommer att utmärka sig inom sin konstart. Bland hans arbeten märks en spelpeng för Gustaf Philip Creutz där han har använt den då populära åttakantiga formen.  